# Henrique Benedito Stuart
Henrique Benedito Maria Clemente Tomás Francisco Xavier Stuart, o Cardeal Stuart (em inglês:  Henry Benedict Maria Clement Thomas Francis Xavier Stuart) (6 de março de 1725 - 13 de julho de 1807), foi um cardeal britânico da Igreja Católica, neto do rei Jaime II de Inglaterra. Era filho da princesa polonesa Maria Clementina Sobieska e de Jaime Francisco Eduardo Stuart, (1688-1766, chamado Jaime III ou O Velho Pretendente, The Old Pretender).
Seu irmão mais velho, Carlos Eduardo Stuart, ficou conhecido como Bonnie Prince Charlie. Foi o último a reclamar publicamente a sucessão jacobita sobre a Inglaterra, Escócia e Irlanda. Após a morte de Carlos, em janeiro de 1788, a Santa Sé não reconhece Henrique como governante legítimo de Inglaterra, Escócia e Irlanda, mas se refere a ele como o Cardeal Duque de York.
Ele passou a vida nos Estados Pontifícios e teve uma longa carreira no clero da Igreja Católica Romana, passando a ser o decano do Colégio dos Cardeais e o cardeal-bispo de Óstia-Velletri. No momento da sua morte, ele foi (e ainda é) o cardeal por mais tempo, com mais de 60 anos de cardinalato.

## Biografia

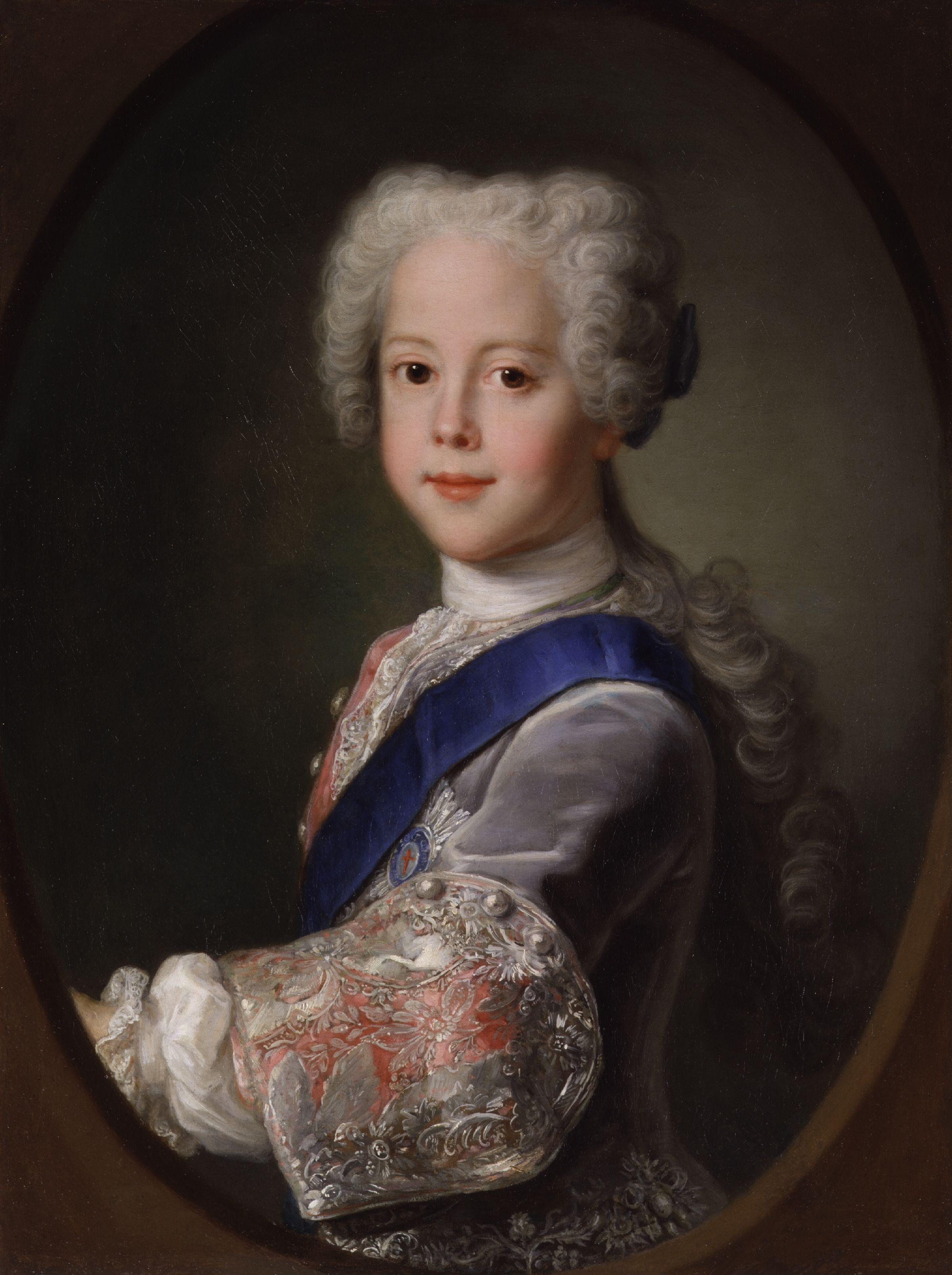
O jovem príncipe Henry Stuart, na obra Henry Benedict Maria Clement Stuart, Cardinal York por Antonio David entre 1729-1732.

Henrique Benedito Maria Clemente Tomás Francisco Xavier Stuart nasceu no exílio no Palazzo Muti em Roma em 6 de março de 1725 e batizado no mesmo dia pelo Papa Bento XIII, 37 anos após o seu avô Jaime II e VII, perder o trono, e dez anos após a tentativa fracassada de seu pai de recuperá-la. Seu pai era Jaime Francisco Eduardo Stuart, conhecido por seus adversários como "the Old Pretender". Sua mãe era a princesa Maria Clementina Sobieska, neta do rei polonês João III Sobieski.
Henrique foi para a França em 1745 para ajudar seu irmão, o príncipe Carlos Eduardo Stuart ("Bonnie Prince Charlie", ou "o Jovem Pretendente") a preparar a campanha jacobita desse ano. Após sua derrota, Henrique Stuart retornou à Itália. Em 30 de junho de 1747 o Papa Bento XIV conferiu-lhe com tonsura e criou-o Cardeal-Diácono de S. Maria in Portico no consistório extraordinário realizado em 3 de julho de 1747. Em 27 de agosto de 1747 ele foi promovido para as quatro ordens menores pelo Papa. Ele recebeu o subdiaconato em 18 de agosto e o diaconato em 25 de agosto. Foi ordenado sacerdote em 1 de setembro de 1748 pelo Papa Bento XIV, na Basílica dos Santos Doze Apóstolos.
Ele foi elevado para a ordem de Cardeal-padre em 1748, mantendo o título pro illa vice de S. Maria in Portico. Em 1751, torna-se protetor da ordem dos Cartusianos e é nomeado arcipreste da Basílica de São Pedro. Em 1752 se transferiu para o titulus de SS. XII Apostoli, mantendo in commendam o título de S. Maria in Portico. Participou do Conclave de 1758, que elegeu o Papa Clemente XIII. Nomeado arcebispo titular de Corinto em 2 de outubro de 1758, sendo consagrado em 19 de novembro, por Clemente XIII, na Basílica dos Santos Doze Apóstolos, assistido pelo Cardeal Giovanni Antonio Guadagni, bispo de Porto e Santa Rufina, e pelo Cardeal Francesco Scipione Borghese, bispo de Albano. Em 1759, passa para o título de Santa Maria em Trastevere, permanecendo com o título de SS. XII Apostoli in commendam. Ele foi feito Cardeal-bispo de Frascati em 13 de julho de 1761, mantendo o título de Santa Maria em Trastevere até 1763, quando passa para o título in commendam de São Lourenço em Dâmaso, por se tornar vice-chanceler da Chancelaria Apostólica. Participa do Conclave de 1769, que elegeu o Papa Clemente XIV. Participa também do Conclave de 1774-1775, que elegeu o Papa Pio VI e do Conclave de 1799-1800, que elegeu o Papa Pio VII.
Finalmente conseguiu a Sé de Ostia-Velletri assim como a sua nomeação como Decano do Sacro Colégio dos Cardeais em 26 de setembro de 1803. Ele viveu e trabalhou em Frascati, durante muitos anos, descendo todas as tardes em sua carruagem para Roma, onde sua posição como vice-chanceler lhe conferia o direito ao Palazzo della Cancelleria.
| “ | Sua receita de muitas preferências eclesiásticas que ele aproveitava eram enormes. Seus rendimentos de outras abadias e das pluralidades em Flandres, Espanha, Nápoles e França ascenderam a 40 000 libras na época. Ele também declarou benefícios de sinecura rendendo receitas na América espanhola. Ele possuía territórios no México, o que contribuiu em grande parte à sua renda. | ” |

## Revolução Francesa e velhice
Na época da Revolução Francesa, perdeu seus benefícios da realeza francesa e sacrificou muitos outros recursos para ajudar o Papa Pio VI. Isto, para além da apreensão de seus bens em Frascati pelos franceses, levou-o a descer à pobreza. O ministro britânico em Veneza organizou para Henrique receber uma anuidade de £ 4 000 do Rei Jorge III da Grã-Bretanha. Apesar de o governo britânico entender isto como um ato de caridade, Henrique e os jacobitas consideraram ser uma primeira parcela do dinheiro que era devido a ele. (Por muitos anos o governo britânico prometeu devolver o dote inglês de sua avó, Maria de Modena, mas de fato nunca foi feito isso.)
Henrique voltou a Frascati em 1803. Em setembro do mesmo ano, ele tornou-se o Decano do Colégio Cardinalício e, portanto, o cardeal-bispo de Óstia-Velletri, embora ele ainda vivia no palácio episcopal, em Frascati. Ele morreu lá em 13 de julho de 1807, aos 82 anos.

## Relações pessoais
Os historiadores têm desenhado nas percepções contemporâneas para explorar a sugestão de que Henrique foi homossexual. Estas histórias incluem os escritos de Hester Lynch Thrale (1741-1821), e do diplomata e escritor Giuseppe Gorani  (1740-1819). No entanto, Gorani admitiu não ter reunido provas suficientes para confirmar suas suspeitas de qualquer maneira.
O escritor Gaetano Moroni fornece o mais longo conto sobre a estreita ligação com o Monsenhor Lercari, seu caseiro. Isso levou a tensões entre o cardeal e seu pai, que tentou ter Lercari demitido do serviço e enviado de Roma. Um escândalo público só foi evitado por pouco após a intervenção pessoal do Papa Bento XIV.
De 1769 em diante Henrique manteve-se próximo ao Monsenhor Angelo Cesarini, um nobre de Perugia, que graças à proteção de Henrique, ganhou várias honras, tornou-se cônego da catedral de Frascati e, finalmente, em 1801 tornou-se Bispo de Milevi. Quando Henrique morreu, Cesarini ainda estava ao seu lado, como tinha sido há 40 anos. O cuidado deve ser dado, no entanto, contra a suposição de qualquer relacionamento sexual ativo, porque igualmente claro em fontes da época é a natureza adequada e virtuosa do Duque de York, e horror a todas as impropriedades.

## Post mortem

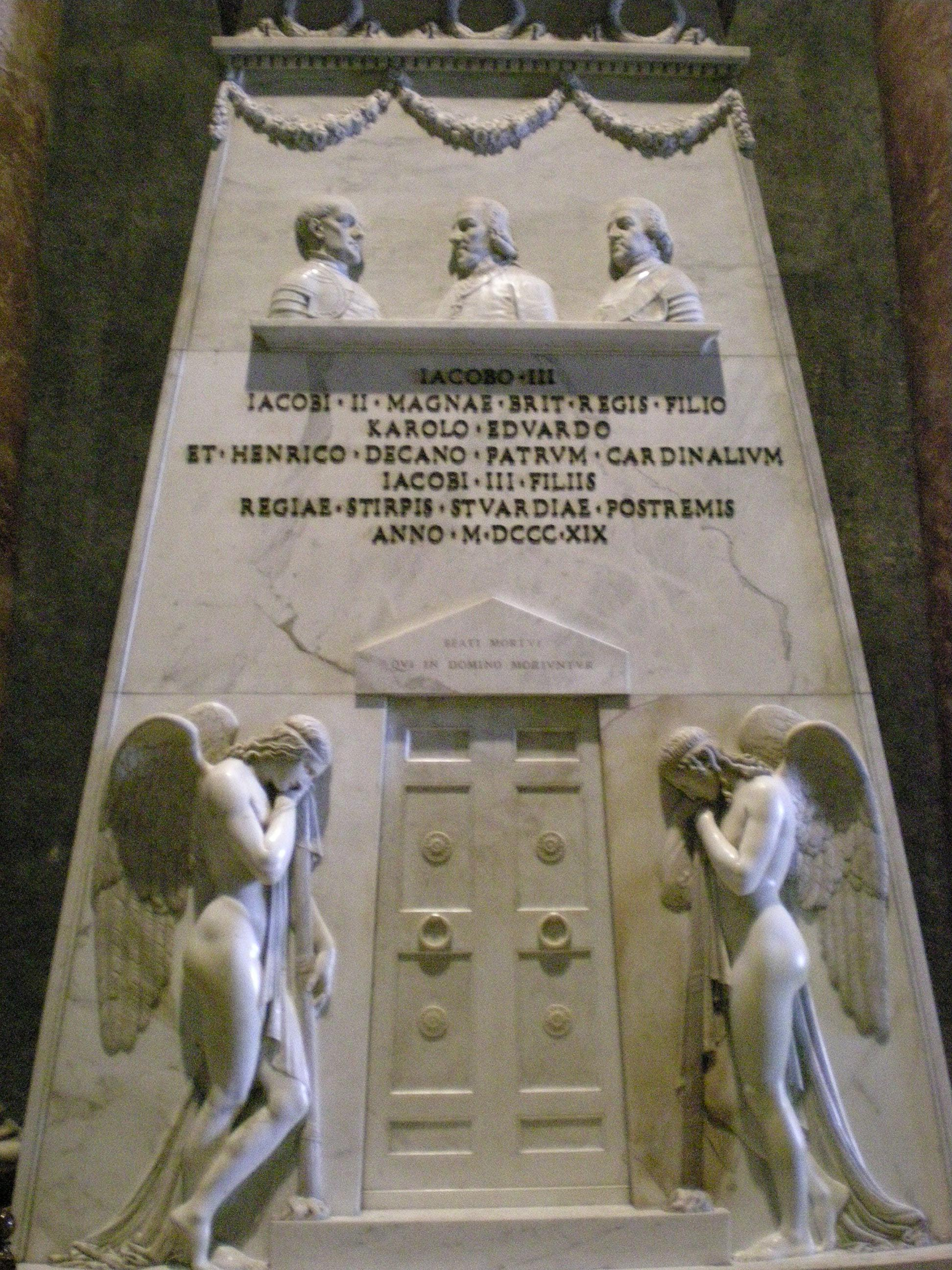
Monumento aos reis jacobitas Stuarts, na Basílica de São Pedro, obra de Antonio Canova.

Sob a sua vontade, que ele assinou como "Henry R", que foi sucedido em todos os seus direitos britânicos afirmou por seu amigo e mais próximo parente de sangue, Carlos Emanuel IV da Sardenha. Mas Carlos Emanuel nunca afirmou nem renunciou aos seus direitos jacobitas, nem qualquer dos seus sucessores até hoje.
Ao contrário da crença popular, ele não deixou as jóias da coroa para o príncipe de Gales, mais tarde Jorge IV do Reino Unido. Todos os seus bens foram confiados a Dom Angelo Cesarini, para distribuição. Cesarini enviou ao Príncipe de Gales várias jóias da coleção privada de Henrique. Estes incluíram um "Lesser George" (que teria sido usado por Carlos I em sua execução, e agora está no Castelo de Windsor) e uma cruz de Santo André (agora no Castelo de Edimburgo), que são insígnias das ordens da Jarreteira e do Cardo e também um anel de rubi.
Henrique Benedito, seu irmão, seu pai e sua mãe estão enterrados na cripta da Basílica de São Pedro no Vaticano. Há um monumento aos Stuarts Royal projetado por Antonio Canova na basílica em sua memória, em uma das colunas da basílica. Esta foi restabelecida dentro de memória viva à custa da Rainha Elizabeth, a Rainha-Mãe.